# Ленора Јакупи
Ленора Јакупи (алб. Leonora Jakupi; Србица, 3. март 1979) албанска је певачица и текстописац са Косова и Метохије.

## Биографија
Рођена је 3. марта 1979. у Србици, у тадашњој Социјалистичкој Републици Србији. Отац јој је био терориста из редова Ослободилачке војске Косова који је погинуо током рата на Косову и Метохији. После рата, преселила се из Србице у Приштину.
Године 1998. објавила је пропагандну песму A vritet pafajsia?, док је била ратни избеглица у Албанији. Постала је позната широм албанског говорног подручја.